# Oued Rheris
Der Oued Rheris (auch Oued Cheris) ist ein 180 Kilometer langer, aber oft vollständig oder in Teilabschnitten ausgetrockneter Fluss im Südosten des nordafrikanischen Staates Marokko.

## Verlauf
Der Oued Rheris entspringt im Osten des Hohen Atlas; er fließt zunächst einige Kilometer nach Nordosten, später nach Südosten und wendet sich ca. 10 km westlich von Erfoud nach Süden. Sein weiterer Verlauf – oft parallel zum Oued Ziz – führt durch das Tafilalet weiter nach Süden.
Der Rheris vereinigt sich schließlich mit dem Oued Ziz und dem Oued Maider kurz vor der Grenze zu Algerien und bildet dabei den abflusslosen Oued Daoura. Dies geschieht allerdings nur in Ausnahmefällen bei Hochwasser. Für gewöhnlich versiegt sein Wasser schon vorher im Wüstensand und reicht somit nur äußerst selten über sein Mündungsgewässer bis ins angrenzende Algerien (Provinz Béni Abbès).

## Hydrometrie
Der Abfluss des Rheris wurde an der hydrometrischen Station von Meroutcha gemessen. Danach nimmt sein Wasser durch Bewässerung und Verdunstung stetig ab. Zwischen 1975 und 2007 lag dabei der mittlere Abfluss bei 5,76 m³/s.
Hier dargestellt die Jahre 1962 bis 1979 an der Station Tadighoust, im Oberlauf der Flusses.
Wie bei vielen Wüstenflüssen können auch beim Rheris verheerende Überschwemmungen auftreten, wie zum Beispiel am 5. November 1965, als an der Station Tadighoust ein Abfluss von 2530 m³/s beobachtet wurde.